# Hamodes attacicola
Hamodes attacicola är en fjärilsart som beskrevs av Walker 1858. Hamodes attacicola ingår i släktet Hamodes och familjen nattflyn. Inga underarter finns listade i Catalogue of Life.